# Breviks kyrka, Norge
Breviks kyrka (norska: Brevik kirke) är en kyrka i Porsgrunns kommun i Telemark fylke i södra Norge, belägen på ön Øya i staden Brevik. Den är en fyrkantig kyrka med ett kraftigt sidoställt klocktorn, byggd i betong och uppförd 1963. Kyrkan ritades av arkitekterna Gudolf Blakstad och Herman Munthe-Kaas. Kyrkan har 450 sittplatser.
Den nuvarande kyrkan i Brevik är ortens tredje kyrka. Den första invigdes 1673 och revs 1879. Den andra invigdes den 25 oktober 1878, och brann ner den 16 februari 1960, varpå man uppförde dagens kyrka. Grundstenen lades den 9 september 1962, och byggnaden invigdes den 15 december 1963.

## Inventarier
Många inventarier från de tidigare kyrkorna finns kvar i dagens kyrka. Bland dem kan nämnas ett dopfat från 1773 och ett krucifix från 1500-talet, troligen danskt.